# سيزا قاسم
سيزا قاسم (8 ديسمبر 1935م - 8 يناير 2024م) أكاديمية وناقدة أدبية مصرية. صدر لها العديد من المؤلفات في النقد الأدبي، من أبرزها كتاب «بناء الرواية: دراسة مقارنة في ثلاثية نجيب محفوظ»، وكتاب «طوق الحمامة في الألفة والألاف لابن حزم الأندلسي- تحليل ومقارنة».

## التعليم
- حصلت على الدكتوراه من كلية الآداب جامعة القاهرة عام 1978م.[4]

## العمل
- عملت أستاذة للنقد الأدبي في الجامعة الأمريكية في القاهرة.[3]

## المؤلفات
| الكتاب                                                         | التاريخ | المصدر      |
| -------------------------------------------------------------- | ------- | ----------- |
| بناء الرواية: دراسة مقارنة في ثلاثية نجيب محفوظ                | 1984م   | [ 5 ] [ 6 ] |
| مدخل إلى السيميوطيقا (بالاشتراك مع نصر حامد أبو زيد)           | 1986م   | [ 7 ]       |
| طوق الحمامة في الألفة والألاف لابن حزم الأندلسي- تحليل ومقارنة | 2012م   | [ 8 ]       |
| القارئ والنص: العلامة والدلالة                                 | 2014م   | [ 9 ]       |
| شذور الذهب: في التفسير والتاريخ والفن والأدب                   | 2023م   | [ 10 ]      |